# Hans von Reutlingen

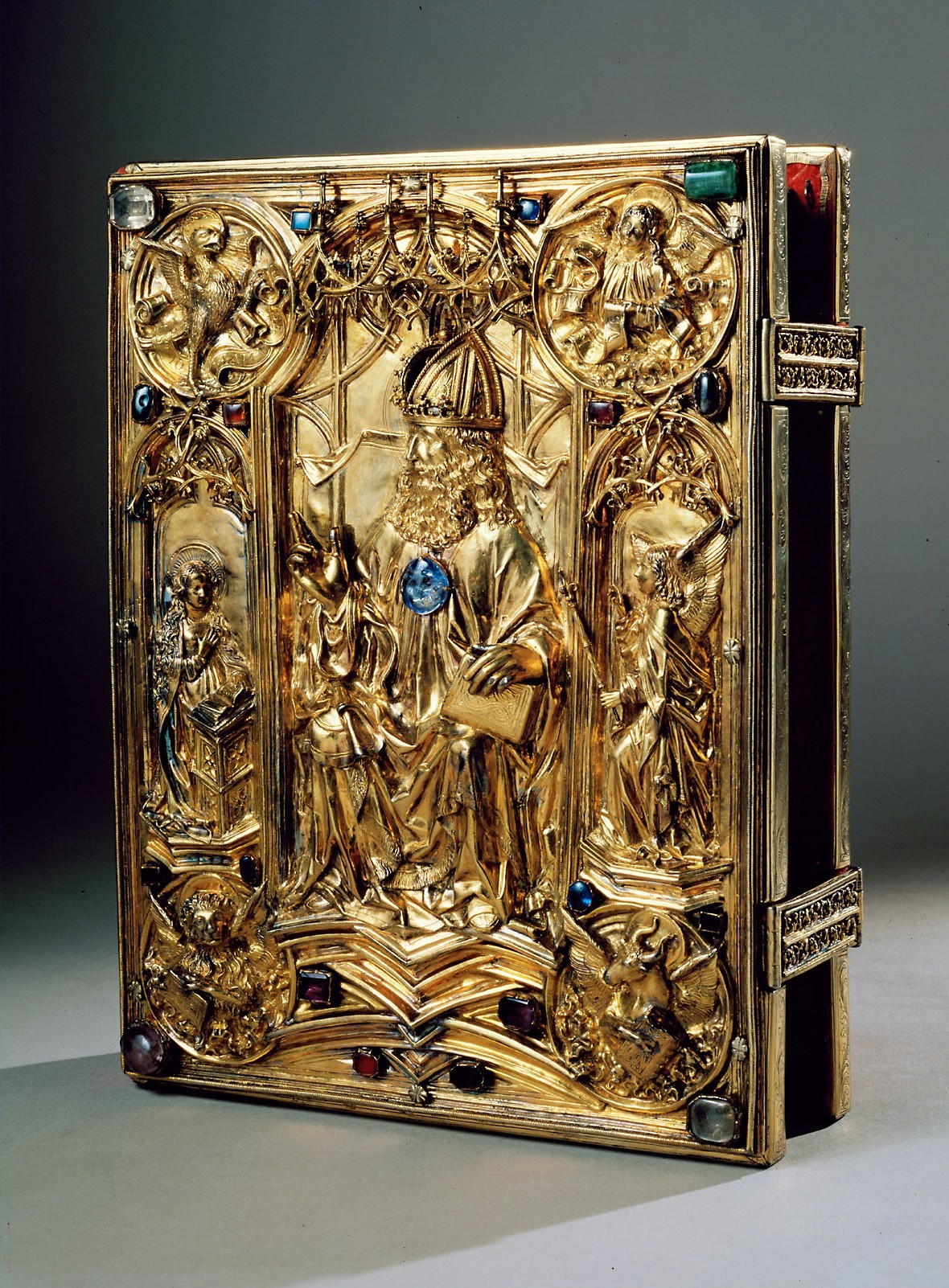
Copertina dell'Evangeliario dell'Incoronazione

Hans von Reutlingen, detto anche Hans von Aich (Aquisgrana, 1465 circa – Aquisgrana, dopo il 1547), è stato un orafo tedesco.

## Vita e lavoro
Hans von Reutlingen è stato attivo ad Aquisgrana per oltre 40 anni. Appare nel registro della Aachener Gesellschaft vom Bock, la società degli orafi, la prima volta nel 1503, quando vi fu ammesso, e un'ultima volta nel 1547, il che fa pensare che morì poco dopo.
Il suo marchio di maestro argentiere è costituito dalle prime lettere del suo nome Johannes von Reutlingen, JR, disposte a croce.
Le sue opere principali sono caratterizzate da componenti architettoniche disposte secondo uno stile tardo gotico di maniera molto esuberante. Hans von Reutlingen mette in scena, al culmine della sua creatività artistica, una profusione di arcate e baldacchini, dando al materiale pesante che è l'oro un'impressione di leggerezza.
L'opera di Hans von Reutlingen comprende anche una serie di sigilli e monete che vanno dal tardo gotico al primo Rinascimento. La sua opera nota è composta per tre quarti da manufatti profani e un quarto da manufatti religiosi.
Nel 2001, un vicolo nel centro di Aquisgrana è stato chiamato in suo onore Hans-von-Reutlingen-Gasse.

## Opere (selezione)
Copertine

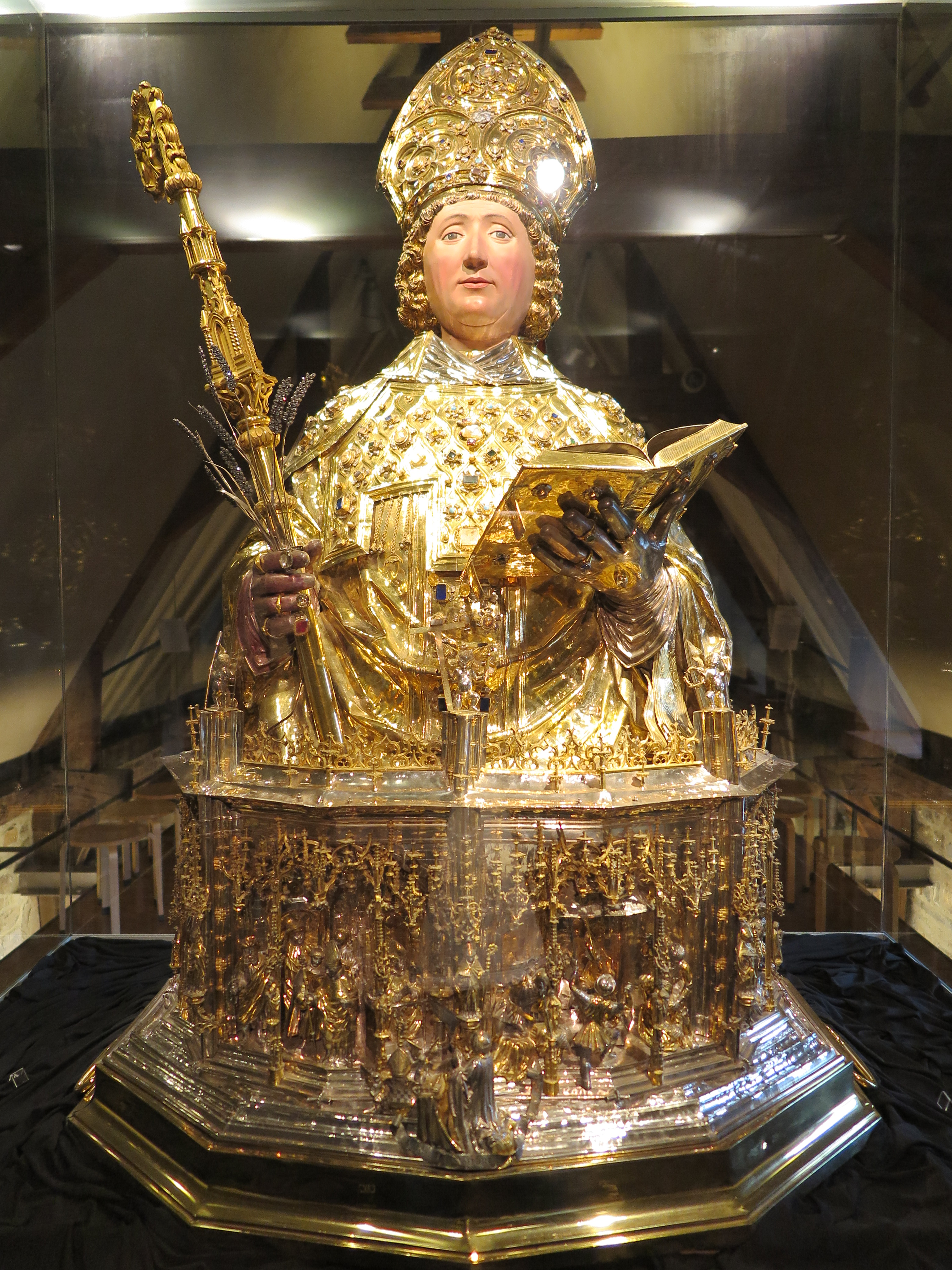
Reliquiario di San Lamberto

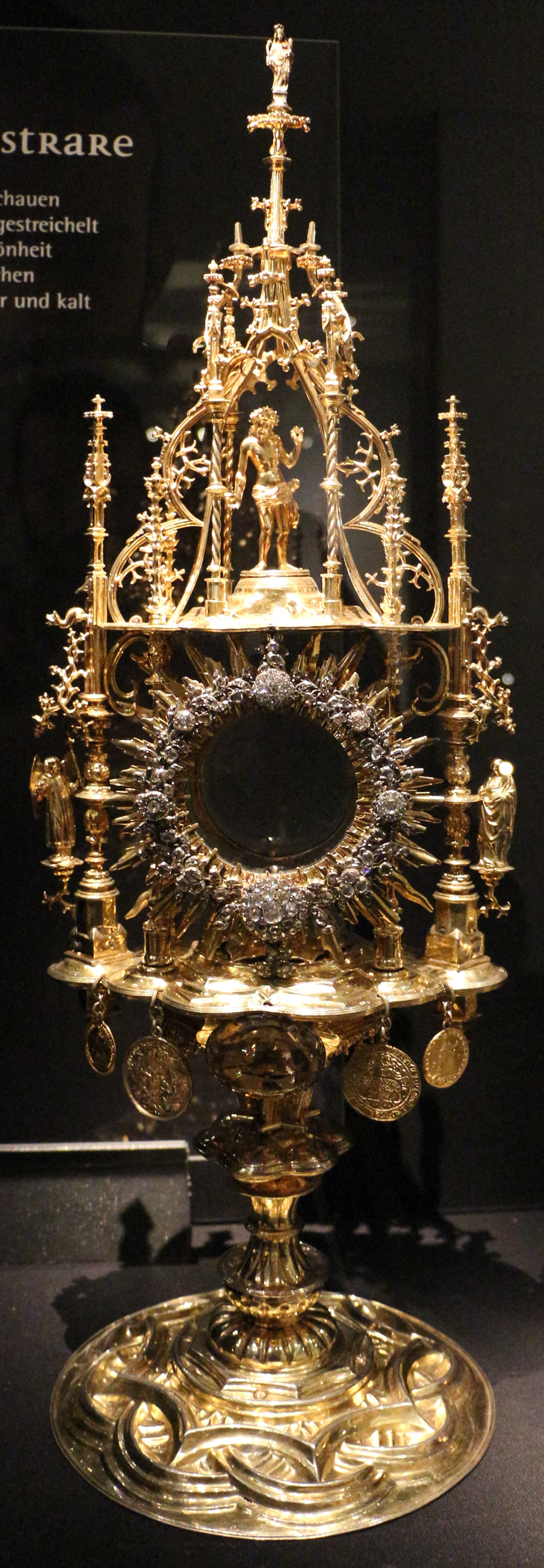
Reliquiario, 1520 circa, tesoro della cattedrale di Aquisgrana

- Evangeliario dell'Incoronazione per l'imperatore Massimiliano (copertina), Tesoro imperiale di Vienna, 1500

Reliquiari
- Busto reliquiario di San Lamberto dalla Cattedrale di Notre-Dame-et-Saint-Lambert, oggi nella Cattedrale di San Paolo di Liegi, Liegi, 1508–12
- Reliquiario di Orsola di Colonia, argento dorato, (attribuito), Heinsberg
- Reliquiario di San Cristoforo, Tongeren, (attribuito)

Busti-reliquiario
- Busto di Caterina d'Alessandria, Maastricht, 1510 circa
- Busto di Santa Barbara, 1510 circa

Statue
- San Lamberto di Liegi, ora Metropolitan Museum of Art, New York, 1508–12[2]
- Statuetta reliquiario di Sant'Anna Metterza, firmata, in argento sbalzato , Basilica di Notre-Dame de Tongres
- San Pietro (1510 circa), Tesoro della Cattedrale di Aquisgrana
- Statuetta, argento dorato Germanisches Nationalmuseum, Norimberga

Sigilli
- Tre sigilli per la corte imperiale di Vienna, 1497
- Sigillo di Massimiliano I, 1498
- Sigillo del convento, 1530 circa.
- Sigillo imperiale di Massimiliano I prima del 1530.
- Sigillo della Bolla d'Oro (1356) di Carlo V, 1523
- Sigillo segreto del reggimento imperiale, 1522 circa.
- Sigillo dell'Aix Marienstift, 1528

Oggetti liturgici
- Chiusura di piviale, Aix-la-Chapelle, 1520 circa
- Crocifisso di Kreuznach
- Crocifisso, chiesa di San Giovanni Battista a Burtscheid
- Pace, chiesa di Saint-Feuillen (Aquisgrana)
- Ampolle, Saint-Feuillen Chiesa (Aachen)

Ostensori
- Ostensorio per Carlo V d'Asburgo, tesoro della cattedrale di Aquisgrana
- Ostensorio, Frelenberg (Geilenkirchen)
- Ostensorio a ciborio, rame dorato, chiesa di Santa Croce, Aquisgrana
- Ostensorio, Museo Schnütgen, Colonia
- Ostensorio, Museo Suermondt-Ludwig, Aquisgrana

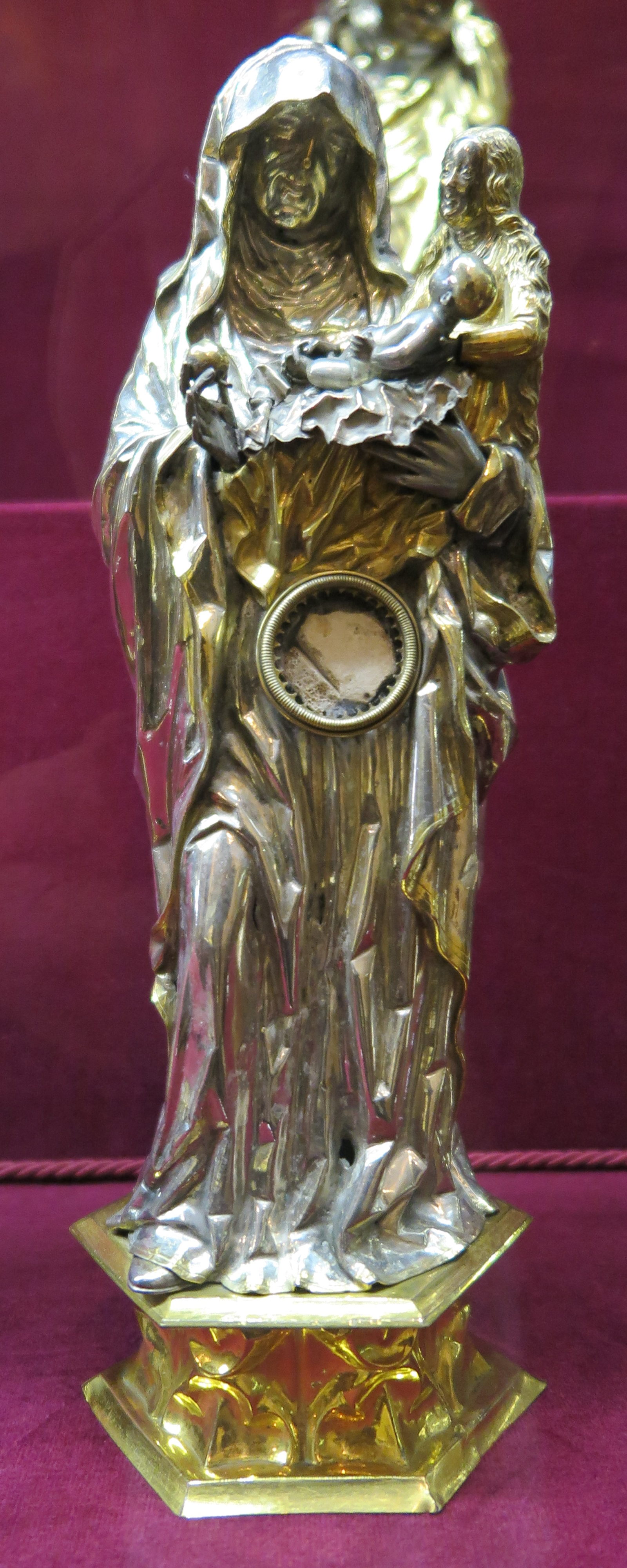
Sant'Anna Metterza
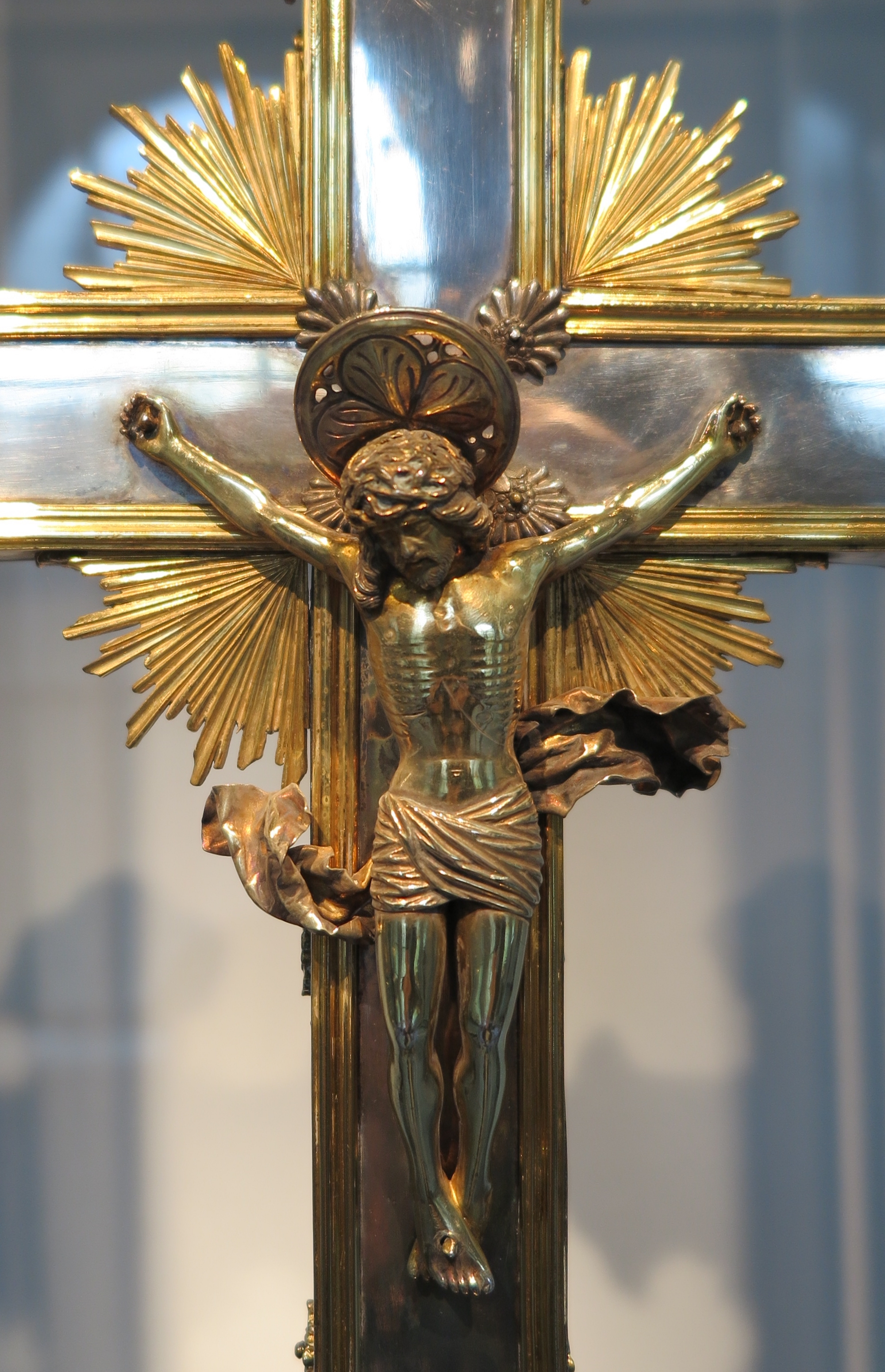
Crocifisso di Burtscheid
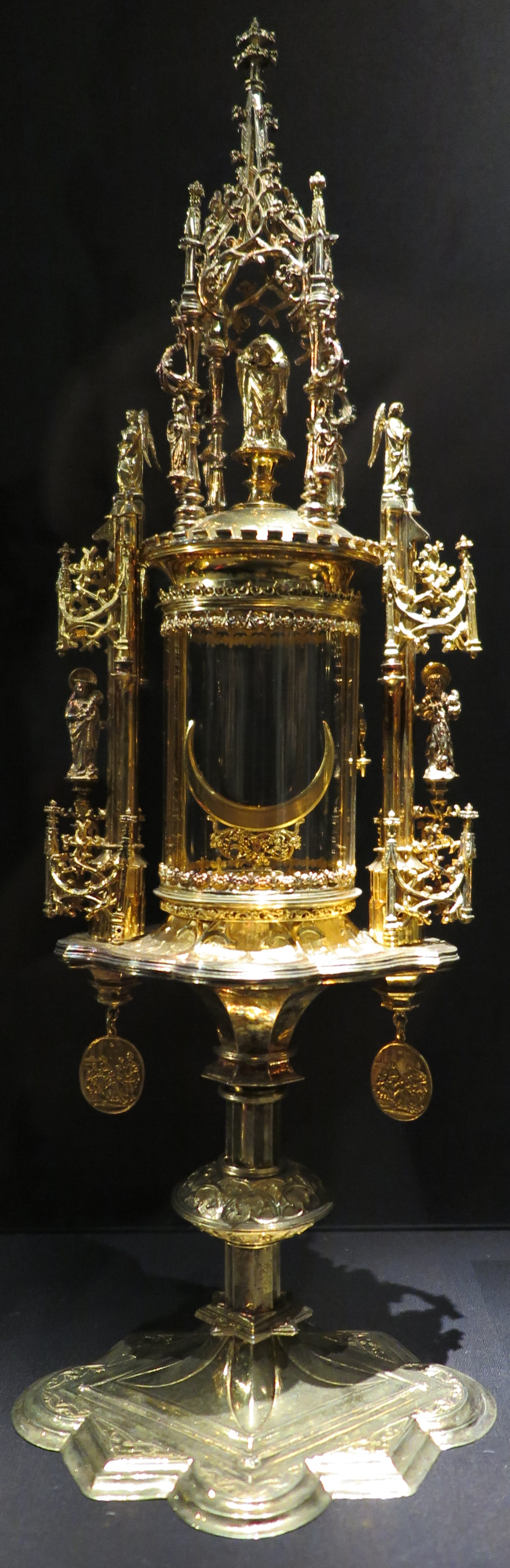
Ostensorio
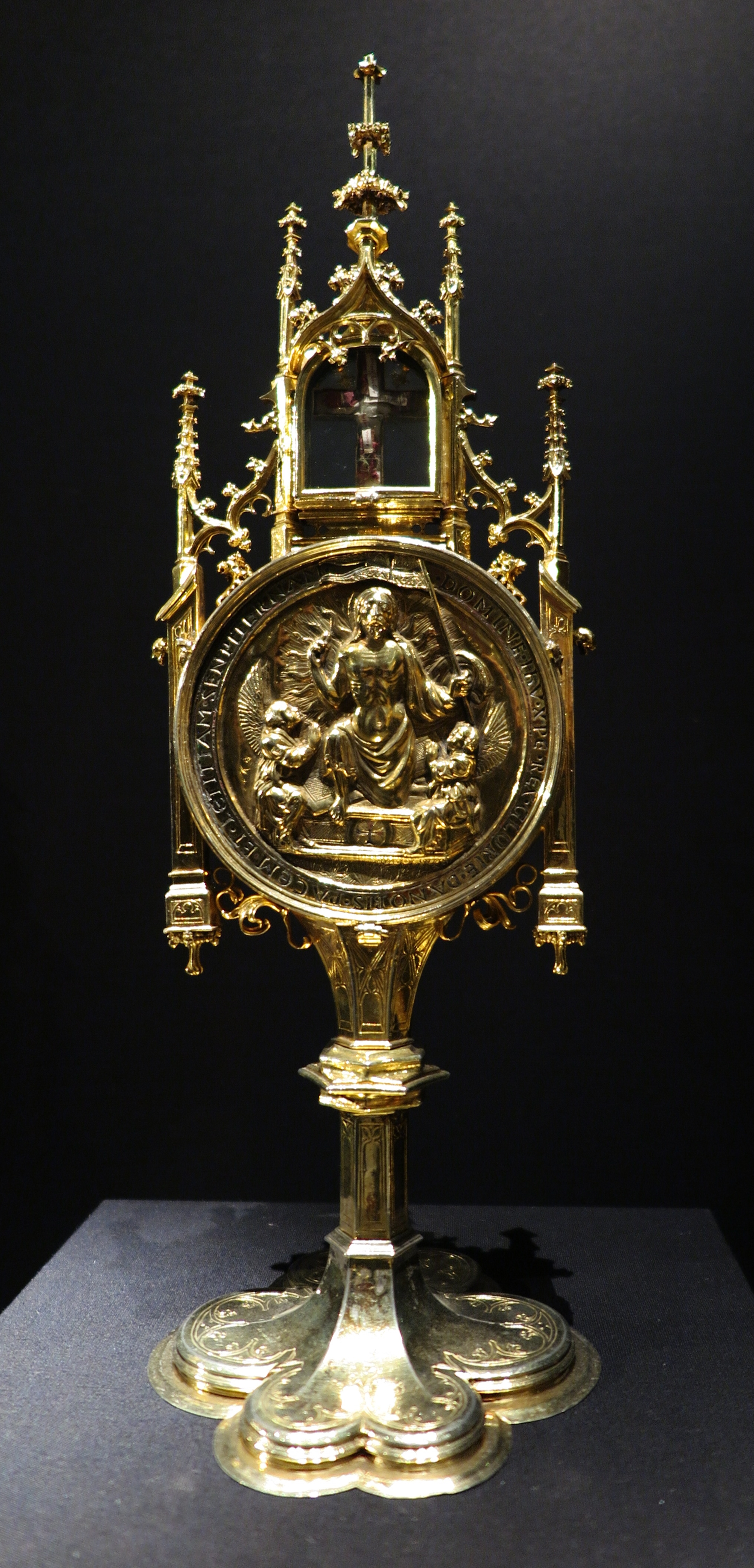
Reliquiario dell'Agnus Dei
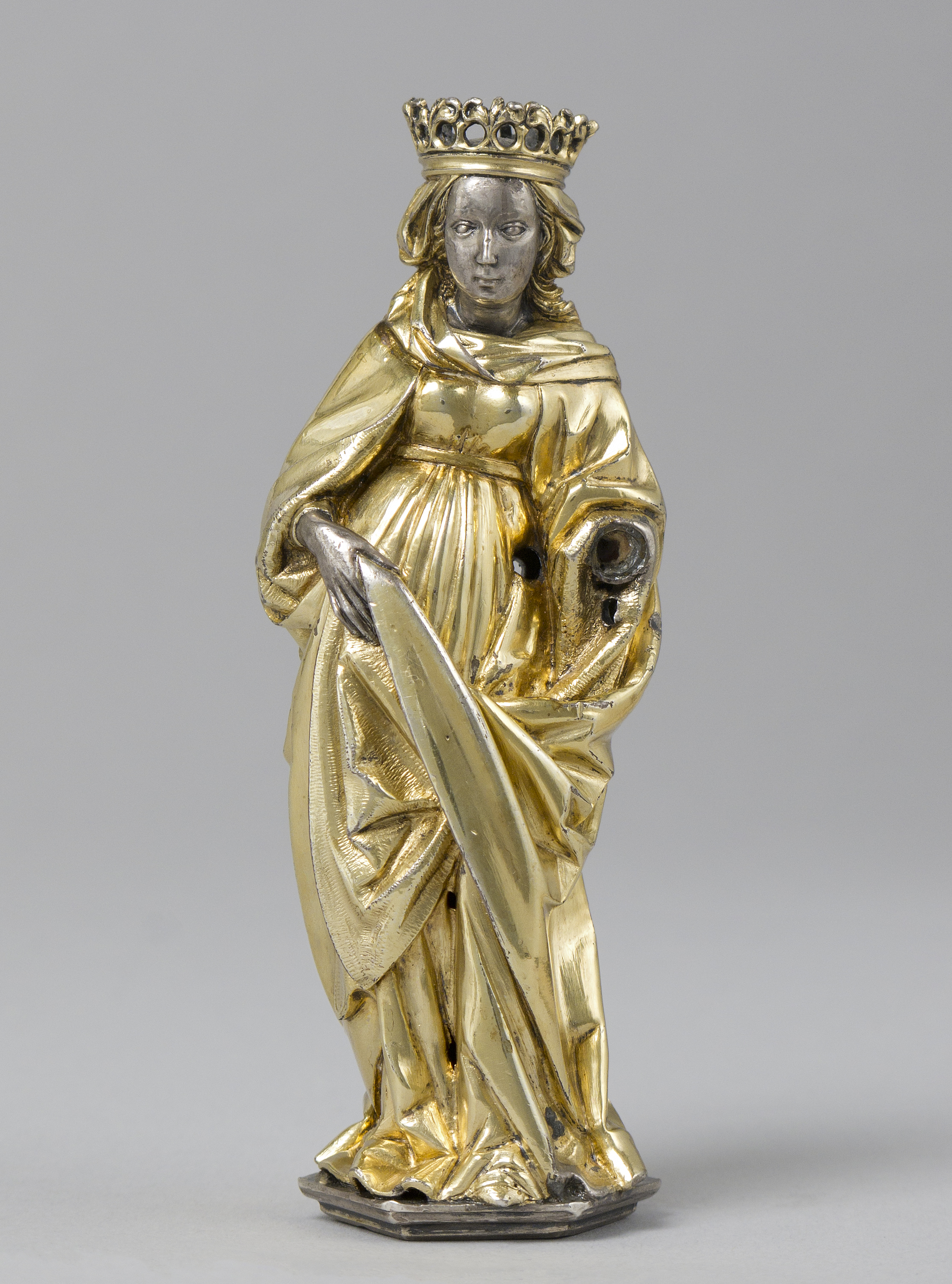
Statuetta di Santa (MET)
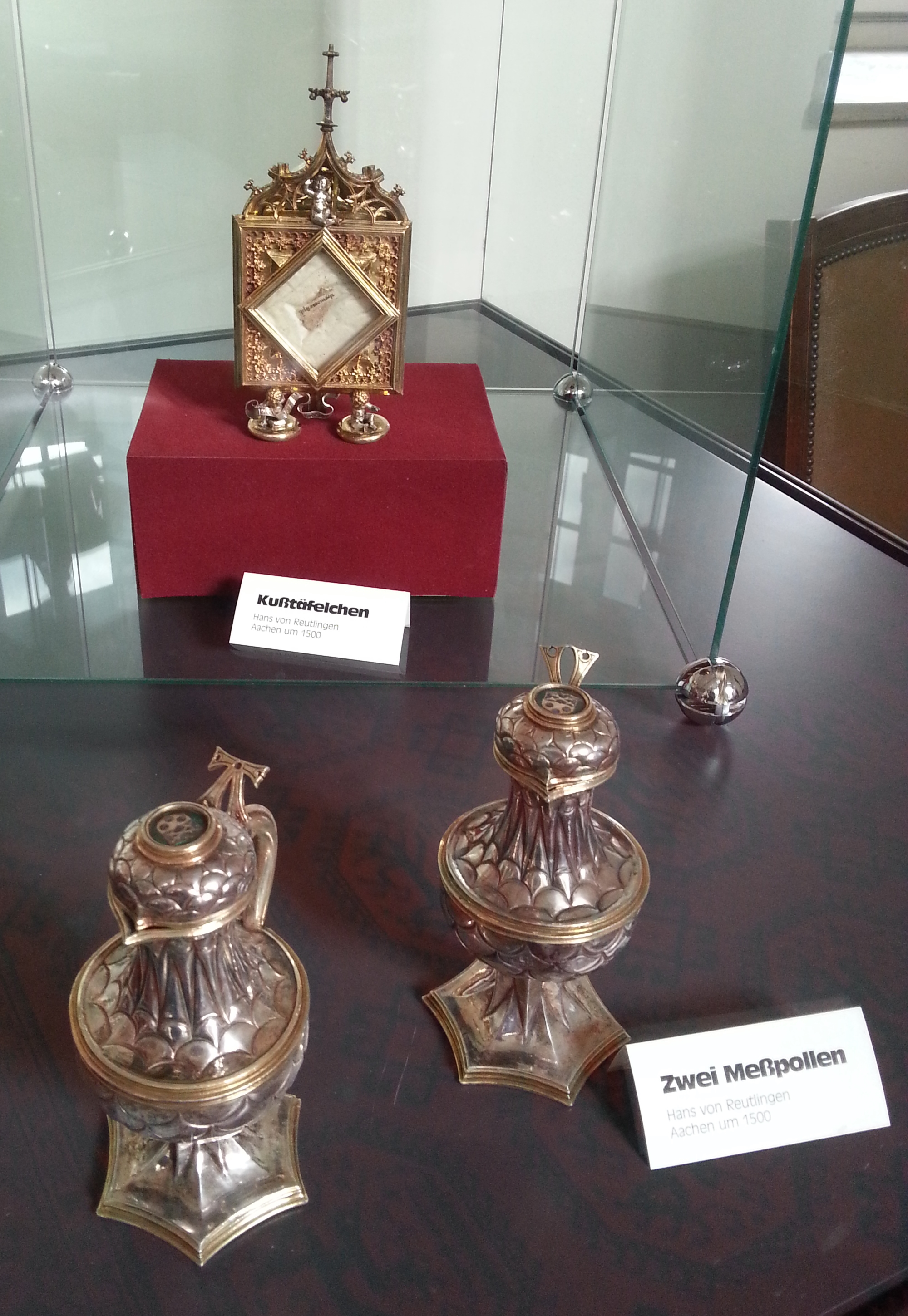
Ampolle liturgiche e una pace, St. Foillan
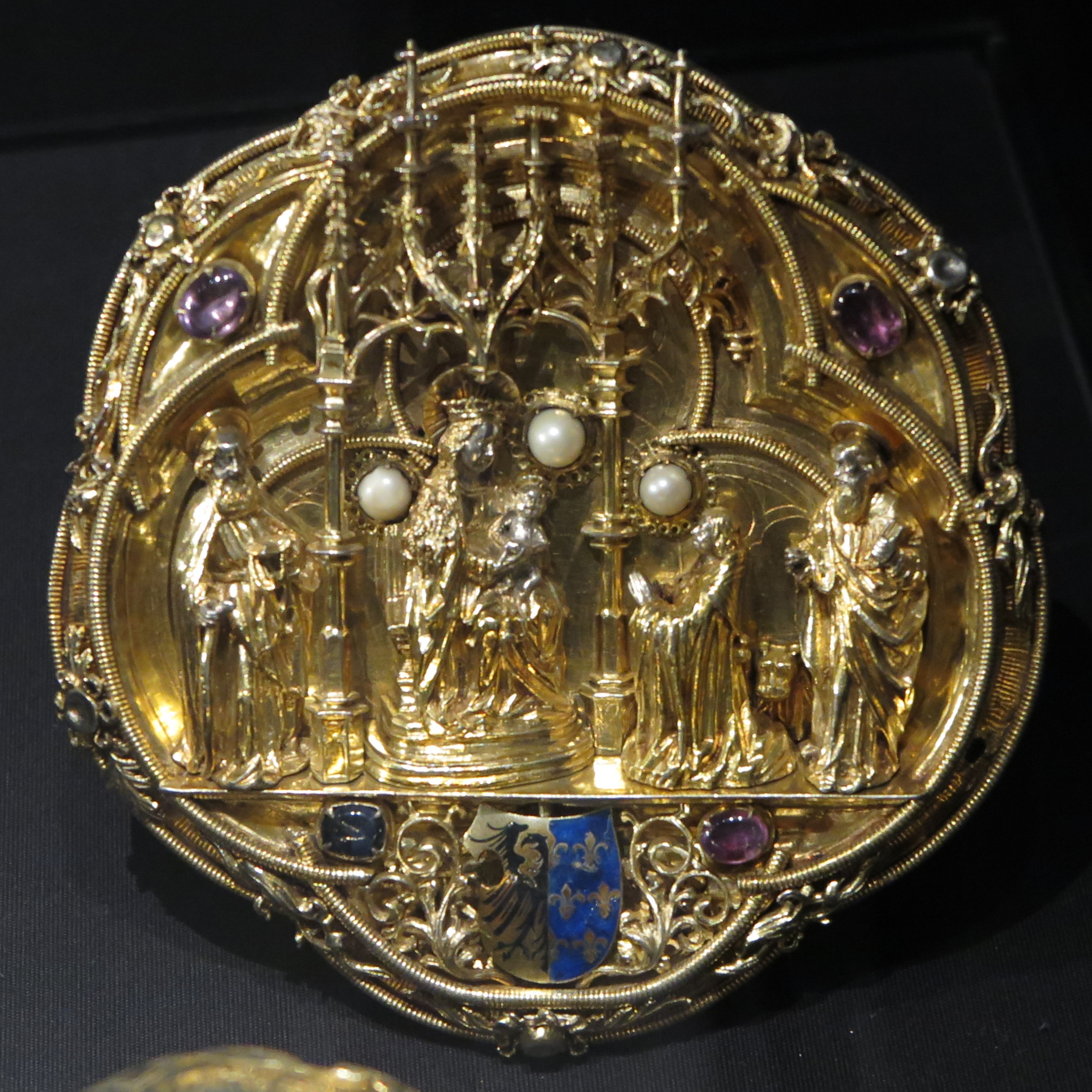
Chiusura di piviale
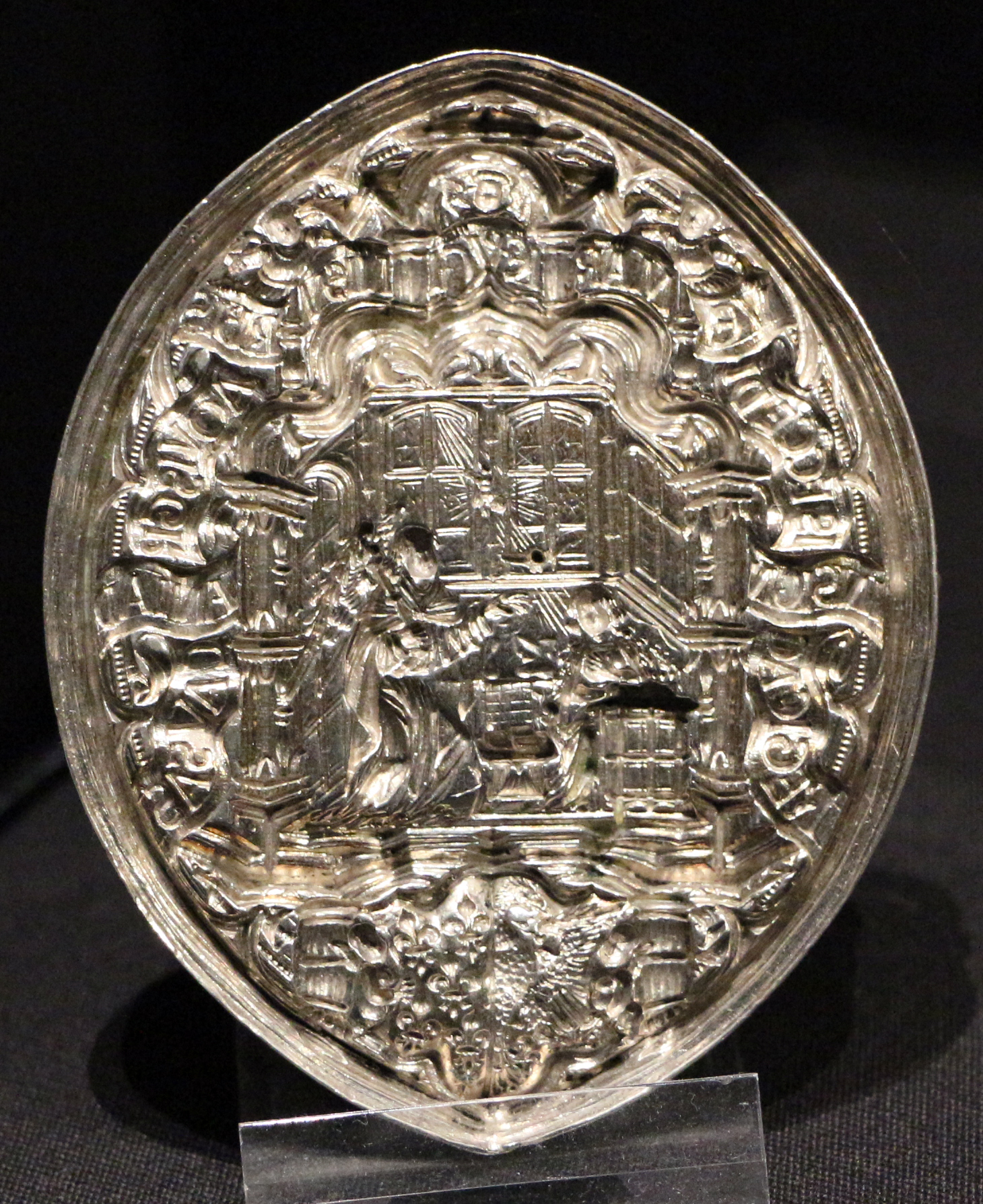
Sigillo dell'Aix Marienstift